# Castelo McDuck
Castelo McDuck é um castelo escocês fictício do dos quadrinhos Disney e serviu como residência à Família Pato durante 500 anos.

## O castelo

### Nos quadradinhos
O castelo apareceu pela primeira vez na história de Carl Barks O Segredo do Castelo onde Patinhas e seus sobrinhos procuravam um fabuloso tesouro perdido há séculos. A outra história em que o castelo apareceu com Carl Barks foi em O Cão dos Whiskervilles. O castelo apareceu mais tarde em A Saga do Tio Patinhas, servindo como residência a Fergus McDuck. Para além de Don Rosa e Carl Barks, outro artista chamado Daniel Branca usou o castelo em diversas histórias.

### Emmedia
O castelo apareceu pela primeira vez na TV na série animada norte-americana DuckTales, no episódio A Maldição do Castelo McPato. Nesta história, Tio Patinhas, Huguinho, Zezinho e Luisinho e Patrícia vão até à Escócia para salvar o castelo das garras de uns malvados druidas que se apoderam do local.

### Cronologia
- 400 d.C. - Os McDuck, uma riquíssima família escocesa, muda-se para a região e constrói lá o seu fabuloso castelo;
- 1234 - Sir MacTrovão, um poderoso guerreiro, é enterrado vivo juntamente com o seu tesouro;
- 1660 - Os McDuck são expulsos do castelo e decidem dedicar-se às viagens marítimas;
- 1885 - Patinhas, o último membro do clã, salva o castelo de ir a leilão e os McDuck podem voltar a viver lá;
- 1902 - Após a morte de Fergus, Patinhas herda o castelo;
- 1948 - Patinhas retorna ao castelo em O Segredo do Castelo, O Cão dos Whiskervilles e o A Carta de Casa.